# Mathieu Boogaerts
Pour les articles homonymes, voir Boogaerts.
Mathieu Boogaerts est un auteur-compositeur-interprète français né le 30 novembre 1970 à Fontenay-sous-Bois.

## Biographie

### Jeunesse
Mathieu Boogaerts passe son enfance et son adolescence à Nogent-sur-Marne, en banlieue parisienne, où se sont installés ses parents. Sa mère est pharmacienne, son père antiquaire. C'est par ce dernier que Mathieu acquiert une partie de sa culture musicale, en écoutant les disques d'artistes tels Bob Marley et Dick Annegarn. La pratique musicale entre très tôt dans sa vie, grâce à un orgue que sa mère reçoit pour ses trente ans mais que Mathieu ne tarde pas à s'approprier. À douze ans, il prend des cours de batterie, à treize ans, il fonde son premier groupe Made in Cament et apprend seul de multiples instruments. À seize ans, il fait la connaissance de Matthieu Chedid avec qui il forme le groupe Tam-Tam. Boogaerts abandonne ses études et vit de petits boulots, avant d'entreprendre plusieurs voyages à travers le monde, essentiellement en Afrique, dont un long séjour au Kenya,.

### Carrière musicale
Mathieu Boogaerts commence à écrire des chansons et à réaliser des maquettes. Il conçoit un clip, réalisé avec Émilie Chedid, pour la chanson Ondulé. Ses maquettes lui permettent de signer un contrat discographique avec Remark Records, filiale de Polygram. En 1995, le label édite Ondulé spécial puis Super, son premier album, enregistré en partie dans la cave de ses parents. Boogaerts forme son premier groupe de scène, qui compte au tout début Tony Allen, ancien batteur du musicien nigérian Fela Kuti. Le chanteur tourne dans plusieurs pays francophones et au Japon. L'année suivante, il part en tournée avec Dick Annegarn et se produit aux Francofolies de La Rochelle et de Spa.

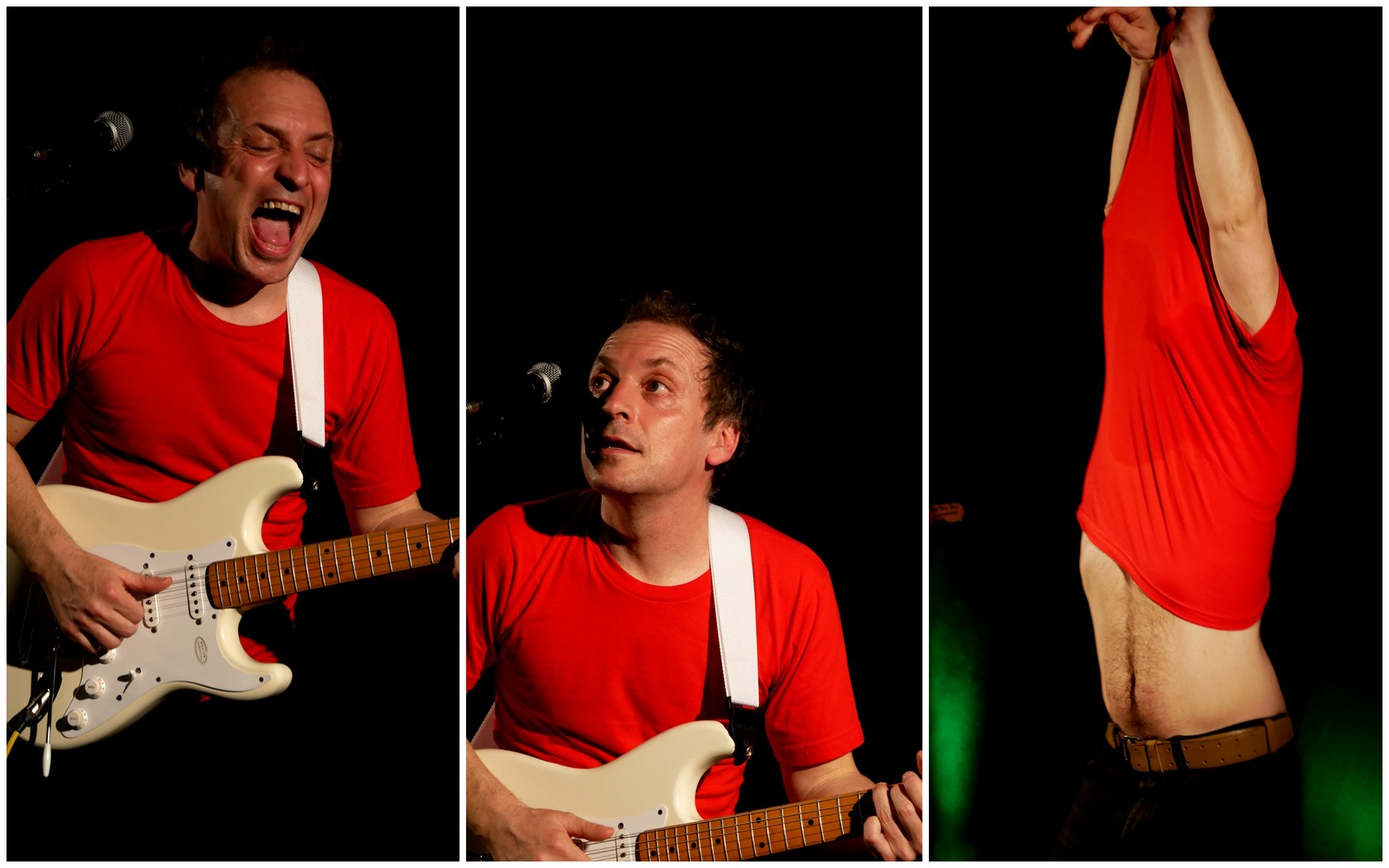
Mathieu Boogaerts - 17 mars 2017 - Toulouse

L'album J'en ai marre d'être deux, enregistré en Suède et coproduit par Tore Johansson, sort deux ans plus tard. Boogaerts se produit en France, notamment aux Trans Musicales, et retourne au Japon dans le cadre du festival Halou, consacré à la chanson francophone,. Selon le chanteur, le marché japonais représente à l'époque un tiers des ventes de ses deux premiers albums studio. Son premier album live, Mathieu Boogaerts en public, est enregistré les 11 et 12 septembre 1999 et sort à la fin de la même année.
Remercié par sa maison de disques, il doit attendre 2002 pour voir paraître son troisième album, intitulé 2000 et édité par le label Tôt ou tard, dont est extrait le single Las Vegas. Il effectue une longue tournée solo dont il signe la scénographie. Sur un écran placé au fond de la scène, il projette des vidéos de musiciens l'accompagnant, ainsi que de longs plans-séquence de paysages. Il occupe pendant plusieurs semaines le Lavoir Moderne Parisien, et se produit en première partie d'Alain Souchon au Casino de Paris. L'album est suivi par un DVD, enregistrement d'un concert filmé en 16 mm, Mathieu Boogaerts en concert solo,.

Après un long séjour à Barcelone puis à Berlin, Boogaerts sort en avril 2005 Michel, son quatrième album studio. Il filme à cette occasion Le Journal vidéo de Michel relatant la genèse de l'album (inclus dans l'édition spéciale de l'album). La sortie du disque est suivie d'une tournée avec un nouveau groupe de scène, tournée qui passe par l'Allemagne et le continent africain, où il se produit dans les centres culturels français. En 2007, il participe aux Duos éphémères au Louvre. 

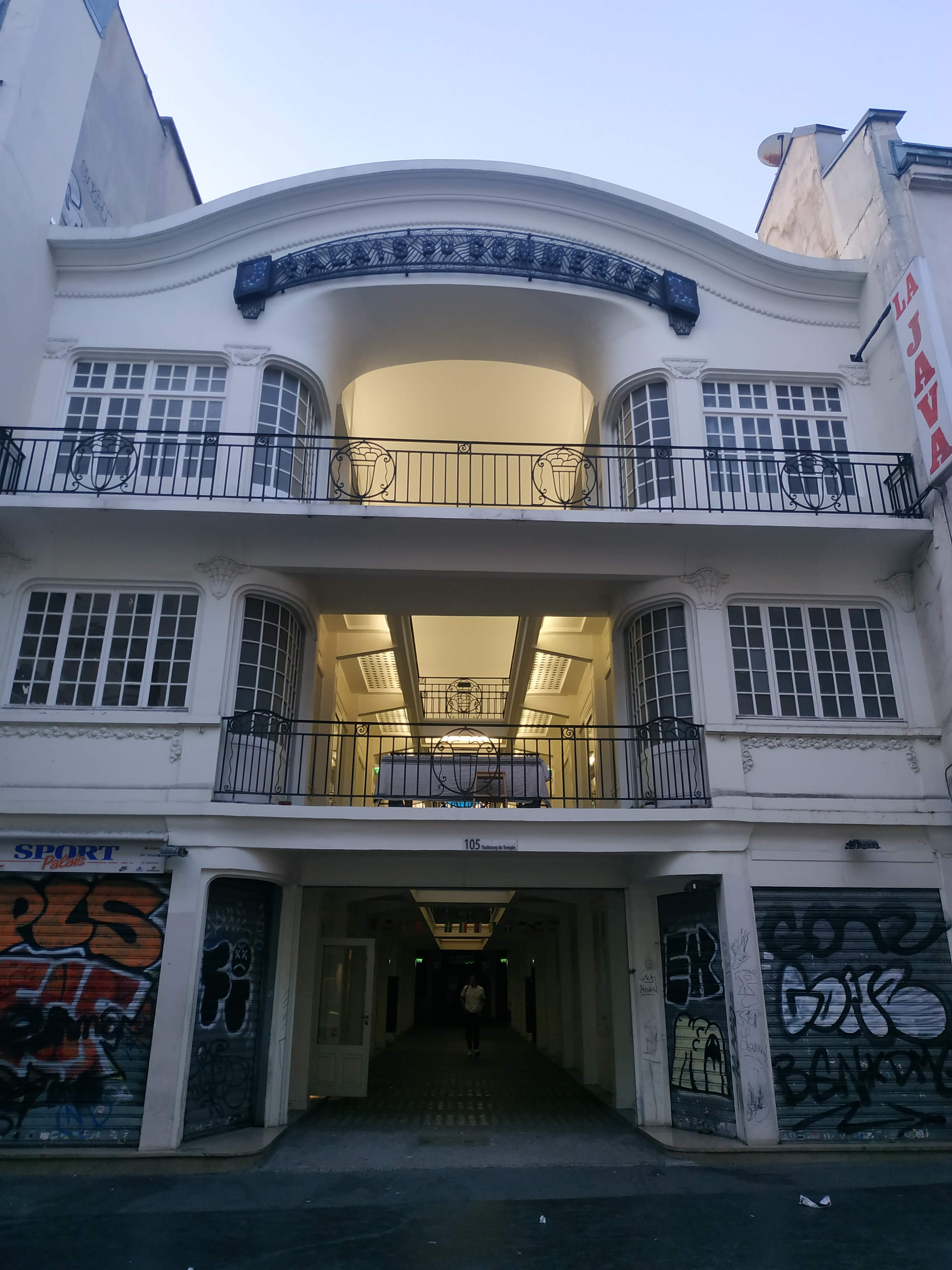
Entrée du club La Java à Paris

Son album suivant, I Love You, mélangeant l'anglais et le français, et inspiré par des rythmes de batterie, est écrit et enregistré à Bruxelles. Il sort en novembre 2008. Pour la tournée, qui passe par le Printemps de Bourges, Boogaerts signe à nouveau la scénographie. Cette fois-ci il se produit avec son groupe sur une scène vide, avec une batterie et des chaussures montées sur roulettes. À l'automne 2009, il entame une série de concerts avec le bassiste Zaf Zapha dans le club parisien La Java, tous les mercredis soir. Ces concerts se prolongeront jusqu'en juin 2010 et seront traduits par un disque Mercredi ! À la Java ! Mathieu Boogaerts !, sorti en novembre 2010. En mars 2010 sort son premier livre, Je ne sais pas, dans lequel Boogaerts explique en détail comment il élabore ses chansons. Il écrit aussi cette année-là quelques chansons pour les chanteuses Camelia Jordana et Luce. Il commence en parallèle l'écriture de son futur album, en retrouvant sa méthode habituelle à la guitare.
Dès début octobre 2011 et ce jusqu'à fin mai 2012, il donne tous les mercredis soir un concert à La Java (Paris) dans lequel il joue, seul ou accompagné, son tout nouveau répertoire (pas encore enregistré à l'époque). Il enregistre en parallèle son nouveau disque en studio, mais dans les conditions du live, accompagné de Zaf Zapha à la basse et de Fabrice Moreau à la batterie. La vocation de ce nouveau disque, appelé Mathieu Boogaerts, est que les chansons soient limpides, claires, aérées, que la voix et les textes soient très présents. Il sort le 1er octobre 2012. S'ensuit une longue tournée guitare-voix. En 2013 il signe cinq chansons sur l'album Love songs de Vanessa Paradis. En 2014, il compose la B.O. d'Arnaud fait son deuxième film, long-métrage d'Arnaud Viard, sorti le 1er avril 2015. Il compose et réalise le deuxième album de Luce, Chaud. Ils entament à partir de février une longue tournée guitare/voix tous les deux.
Fin 2015, Mathieu Boogaerts entame l'enregistrement de son septième album, Promeneur, un disque guitare/voix enregistré seul dans une maison isolée à la montagne.
Les 16 et 17 février 2016, il fête ses 20 ans de carrière à la Cité de la musique à Paris, puis le 16 juin à la Cigale, accompagné de 8 musiciens (basse, batterie, euphonium, tuba, alto, violon, chœur). Ces 20 ans de carrière sont aussi célébrés par la sortie du disque 10 ritournelles autour de Mathieu Boogaerts, du label La Souterraine ondulée.
Son septième album, intitulé Promeneur, sort le 4 novembre 2016. Mathieu Boogaerts entame alors une longue tournée en duo avec le multi-instrumentiste Vincent Mougel.
Fin 2016, ils'installe à Londres et y écrit son futur album tout en anglais. 
Mathieu Boogaerts commence une série de concerts dessinés avec François Olislaeger et David Prudhomme autour du répertoire de Promeneur.
En 2018, il signe une chanson Pourquoi tu joues faux pour la chanteuse Zaz.
Fin 2020, il renoue avec la conception et la réalisation de clips en mettant en scène six chansons de l'album.
Le 26 février 2021 paraît son huitième album : (En anglais). Il s'ensuit une tournée en duo avec Vincent Mougel, en France et en Angleterre. 
Dès 2022, Boogaerts commence l'écriture et la production de son neuvième et futur album studio, et en parallèle, commence une série de concerts solo à L'Archipel à Paris, dans lesquelles il tire au hasard les chansons qu'il va interpréter. 
En septembre 2023, il donne une série de concerts en Suisse, accompagné par les 34 chanteuses et chanteurs du Choeur Auguste de Lausanne. 
À l'automne 2023, Mathieu Boogaerts collabore avec Mr Giscard sur la chanson Polka. 
À l'automne 2024, il investit de nouveau L'Archipel à Paris mais avec cette fois-ci un tout nouveau groupe (Élise Blanchard, Vincent Mougel, Jean Thévenin). 
Le 17 janvier 2025 sort "GRAND PIANO", son neuvième album studio. 

## Influences et style musical

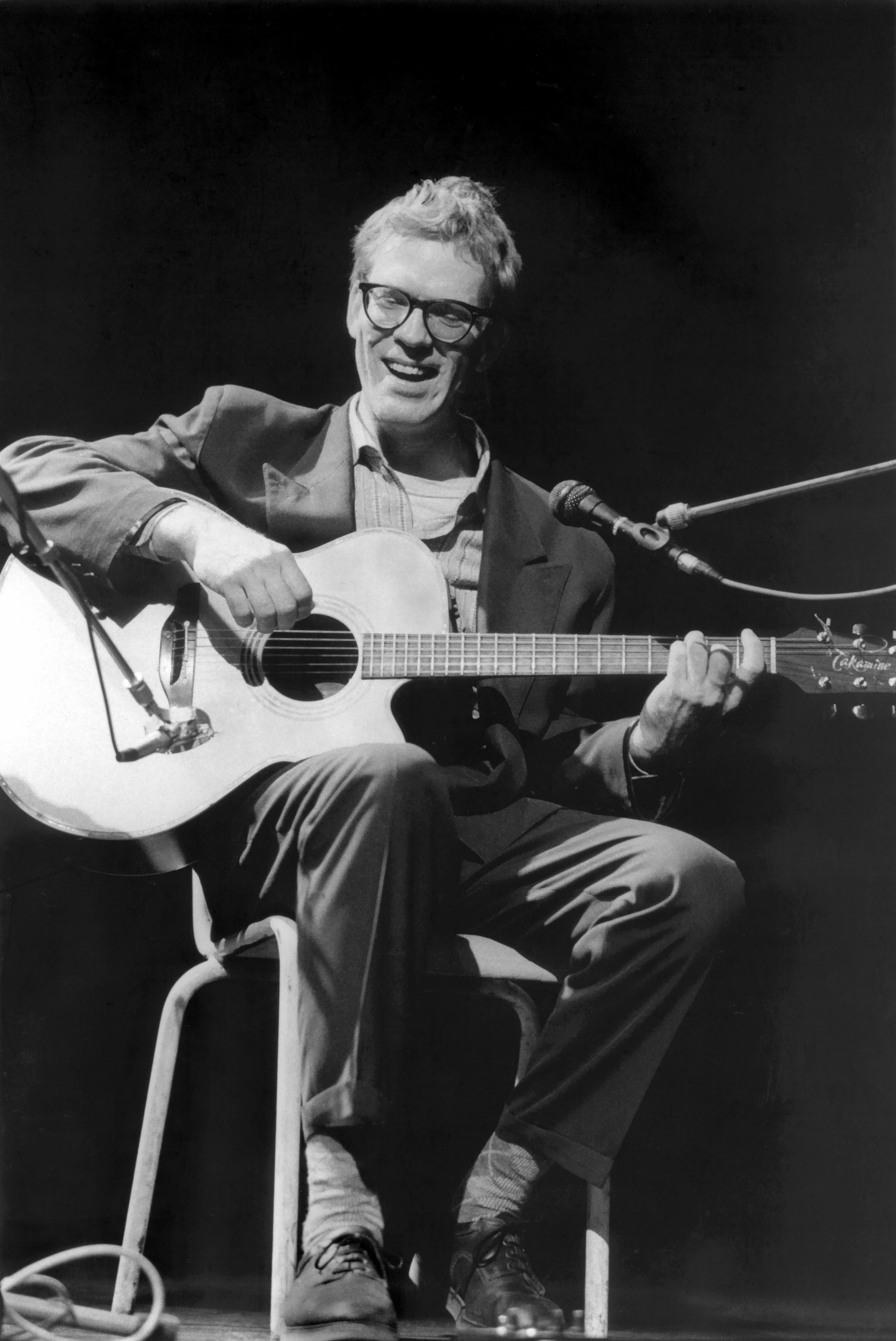
Dick Annegarn.

Durant son enfance, Mathieu Boogaerts découvre le reggae, notamment les disques de Bob Marley, puis les rythmes africains. À l'adolescence il redécouvre par hasard la musique de Dick Annegarn, qu'appréciaient ses parents, et se rend compte de son influence. Il qualifie le Néerlandais, avec lequel il est parti en tournée en 1997, de « père spirituel ». Boogaerts reconnaît également l'influence d'Alain Souchon, dont il connaît « la moitié [du] répertoire sans jamais avoir acheté ses disques »,. Au début de sa carrière, il cite La Notte, la Notte d'Étienne Daho et Thriller de Michael Jackson parmi ses albums favoris.
Son style musical a été qualifié de « minimaliste », ce à quoi il répond en chanson sur le duo Na na na enregistré avec Vincent Delerm : « J’aime bien l’idée de faire beaucoup avec peu ». Boogaerts considère l'album Michel comme un disque abouti représentant la fin d'un cycle. Au lieu de composer ses morceaux à la guitare à la recherche de mélodies, comme il en a l'habitude, il écrit les chansons de l'album suivant, I Love You, en commençant par élaborer des rythmes à la batterie, qui cette fois lui inspirent des paroles en anglais, chantées « avec une intonation francophone »,.
Ses pochettes d'albums sont toutes réalisées par le duo français de graphistes M/M et le photographe Thibault Montamat.

## Discographie

### Albums studio
- 1996 - Super
- 1998 - J'en ai marre d'être deux
- 2002 - 2000
- 2005 - Michel
- 2008 - I Love You
- 2012 - Mathieu Boogaerts
- 2016 - Promeneur
- 2021 - (En anglais)
- 2025 - Grand piano

### EP
- 1995 - Ondulé spécial (4 titres dont un inédit Votre aimable apparition et une version différente de Ondulé)
- 1998 - Version simple (et version compliquée) (5 chansons... 5000 disques (en réalité, 6 titres, le 5e est composé de 2 titres). Versions acoustiques de chansons qui paraîtront dans l'album J'en ai marre d'être deux

### Singles
- 1995 - Ondulé
- 1995 - Bien (Promo)

### En concert
- 1999 - Mathieu Boogaerts en public
- 2010 - Mercredi ! À la Java ! Mathieu Boogaerts !

### Participations
- 1998 : Comme un seul Homme (chante Calandreta lala en duo avec Fabulous Trobadors)
- 1999 - Projet d'album tribute à Eddy Mitchell (chante Dactylorock)
- 1999 - Adieu verdure (chante Rhapsode en duo avec Dick Annegarn)
- 2004 - Humble Heros (album de Gerald Genty) (dit « ouais ? » dans le rôle de l'idole sur la chanson Hubert Lurlu)
- 2005 - Tôt ou tard (double CD des artistes du label Tôt ou tard), chansons Demain demain avec J. P. Nataf et Bombes 2 Bal, Na na na avec Vincent Delerm, Les Aspres avec Dick Annegarn
- 2006 - Le Grand Dîner (album hommage à Dick Annegarn, chansons Les tchèques, et Bébé éléphant en duo avec -M-)
- 2006 - Dick Rivers (album de Dick Rivers. Écriture et composition de Ma doudou)
- 2007 - Favourite Songs (album live de Vincent Delerm, duo sur Na na na)
- 2008 - Le Nombril, avec Vincent Delerm et Dick Annegarn, chanson disponible en téléchargement et vente promotionnelle des trois albums I Love You de Mathieu Boogaerts, Quinze Chansons de Vincent Delerm et Soleil du soir de Dick Annegarn, chez Tôt ou tard
- 2009 - On n'est pas là pour se faire engueuler !, album hommage à Boris Vian. Duo avec Dick Annegarn sur Faux-frères (Bird Dog))
- 2010 - Moi c'est et Some Say (écriture et composition de deux chansons pour le premier album de Camelia Jordana)
- 2011 - J'me fume et Élise (écriture et composition de deux chansons pour l'album Première Phalange de Luce)
- 2011 - Léonard a une sensibilité de gauche (album de Vincent Delerm) (chante Les goûts c'est comme ça en trio avec Albin de la Simone et J. P. Nataf.)
- 2012 : Participation à Coquillette la Mauviette, livre disque de Florent Marchet et d'Arnaud Cathrine
- 2013 : Écriture et composition de 5 titres sur l'album de Vanessa Paradis, Love Songs (C'est quoi ?, Tu vois c'que je vois, Le Rempart, Encore et Attention à toi).
- 2014 : Écriture et composition d'un titre sur l'album de Camélia Jordana, Dans la peau (Comment lui dire)
- 2014 : Écriture et réalisation de l'album Chaud pour Luce sous le label indépendant Tôt ou tard
- 2015 : Composition de la B.O de Arnaud fait son deuxième film, long-métrage d'Arnaud Viard
- 2016 : Écriture et composition d'un titre pour Clarika, Le Bout de chemin
- 2016 : Duo avec le groupe Binobin sur leur album Cosmopolitan
- 2016 : Duo avec Blick Bassy, reprise de I Love You
- 2016 : Duo avec Luce sur l'album We Love Disney
- 2017 : Participation sur le disque Waxx up d'Éric Legnini
- 2017 : Co-composition du morceau Inch'Allah peut-être pour Magyd Cherfi
- 2017 : Duo sur l'album Mali Foli Coura de BKO
- 2017 : Quand j'serai K.O sur l'album hommage à Alain Souchon, Souchon dans l'air
- 2018 : Regarde-moi mieux, concerts dessinés avec François Olislaeger et David Prudhomme
- 2023 : Auguste et Mathieu, tournée en collaboration avec le choeur Auguste de Lausanne
- 2023 : Polka, en duo avec Mr Giscard

## Vidéographie
- 2003 - 2002 : Mathieu Boogaerts en concert solo (DVD)
- 2009 : Aulawaneudou, réalisé par Pauline Jardel
- 2012 : Mais comment t'as fait Mathieu Boogaerts ?, réalisé par Pauline Jardel et Philippe Gasnier, Girelle production[15]
- 2021 : Mathiou, réalisé par Arthur Le fol

## Distinction
- 2015 : Chevalier des Arts et des Lettres

## Courts-métrages
- 2006 : Mic-Jean Louis. Musique du court-métrage de Kathy Sebbah
- 2007 : La Pomme de Newton. Premier rôle dans le court-métrage de Vincent Vizioz
- 2010 : Gling Gling. Premier rôle dans le court-métrage d'Anne Buffet